# Rogendorf (Adelsgeschlecht)

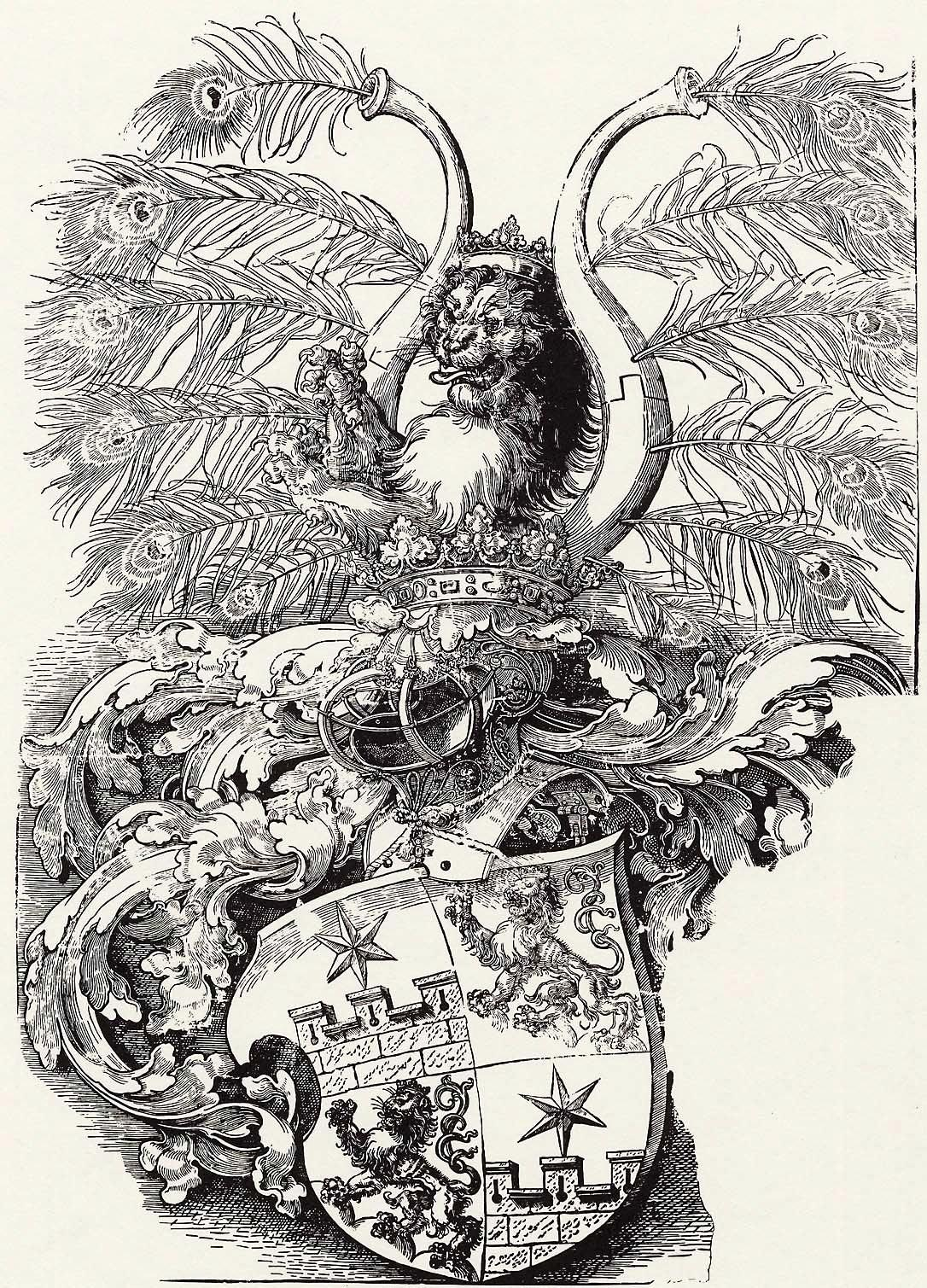
Wappen der Freiherren von Roggendorf (Holzschnitt von Albrecht Dürer, 1520)

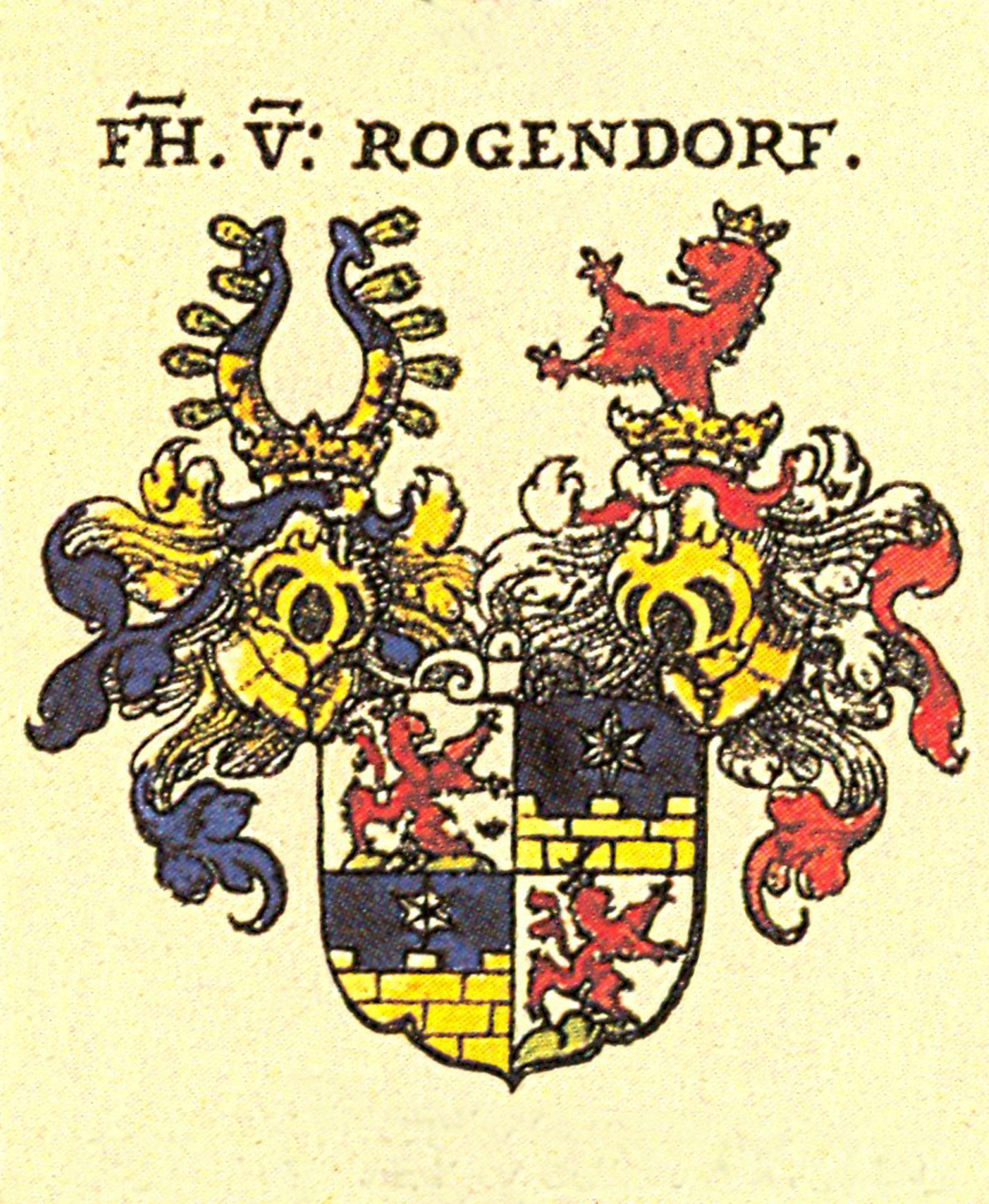
Wappen der Freiherren von Rogendorf im Siebmacher 1605

Rogendorf (auch Roggendorf, Rogendorff oder Rog(g)endorfer) ist der Name eines alten Adelsgeschlecht aus Österreich mit Ursprung in der Steiermark. Es verzweigte sich Mitte des 15. Jahrhunderts auch in Österreich unter der Enns (heute Niederösterreich). Sie waren Ritter, die später auch den freiherrlichen bzw. reichsgräflichen Stand erlangten.

## Geschichte

### Ursprung, Besitztümer und Nobilitierungen
Die Ritter von Rogendorf stammten aus der Steiermark. Durch den Erwerb ausgedehnter Herrschaften im westlichen Waldviertel erwarb sich die Familie Macht und Reichtum. Kaspar und Balthasar wurden 1480 in den niederösterreichischen Herrenstand aufgenommen. Die Brüder Wilhelm, Wolfgang und Georg wurden 1521 als Freiherren zu Rogendorf und Mollenburg in die Reichsstände aufgenommen. Das Geschlecht war mit dem Erbland-Hofmeisteramt in Österreich unter der Enns von 1539 bis 1620 belehnt, welches sie als Protestanten dann an die Trautson verloren.
Christoph Rogendorf wurde mit Diplom vom 15. Dezember 1537 mit der Herrschaft und Schloss Guntersdorf in den Reichsgrafenstand erhoben. Doch erlosch diese gräfliche Linie der Rogendorf bereits mit Christophs Söhnen um die Mitte des 16. Jahrhunderts wieder.
Nachdem das Adelsgeschlecht Drnovský von Drnovice (dt. Drnowitz) im Mannesstamm erloschen, sprach Kaiser Leopold I. 1661 Johanka Drnovský das Dominium Rájec mit Jedovnice zu. Sie war der letzte weibliche Nachkomme der Drnovský und Witwe von Georg Ehrenreich II. von Rogendorf. Deren Sohn Johann Christian, wieder zur römisch-katholischen Kirche konvertiert, übernahm nach dem Tode seiner Mutter 1667 die Güter. 1669 erhielt er das böhmische Inkolat und wurde mit dem Titel Graf von Rogendorf und Freiherr von Mollenburg in den Reichsgrafenstand erhoben.
Die Familie hatte auch Besitz in Mähren, Schlesien und Ungarn.

### Persönlichkeiten
- Sigmund von Rogendorf († 1472), Landrichter in der Steiermark
- Kaspar von Rogendorf († 18. Oktober 1506), Rat und Kämmerer Kaiser Friedrichs III.; diente ihm als Heerführer im Kampf gegen den ungarischen König Matthias Corvinus; drei Söhne:
  - Wilhelm von Rogendorf (* 20. November 1481; † 1541), zwischen 1518 und 1521 Statthalter von Friesland; Kommandant der schweren Kavallerie unter seinem Schwager Niklas Graf Salm in der ersten Wiener Türkenbelagerung von 1529
  - Georg von Rogendorf († nach 1525)
  - Wolfgang von Rogendorf (* 29. Jänner 1483; † 1540)
- Christoph von Roggendorf (1510–ca. 1540), Soldat, am Hof des Sultans Hof- und Staatsfouriers (Muteferrika), starb in Frankreich

- Anna von Rogendorf († 1562), Ehefrau von Jost III. von Rosenberg und Mutter von Wilhelm von Rosenberg
- Johann Wilhelm von Rogendorf (1531– 1590), Landmarschall der niederösterreichischen Stände und Sprecher der evangelischen Partei[1]
- Georg Ehrenreich II. von Rogendorf (1596–1653), 1628 als Protestant geächtet, dann chursächsischer Kammerherr und Geheimrat, nach 1650 Botschafter in Wien
- Johann Christian Graf von Rogendorf (1686–1701), Kreishauptmann des Brünner Kreises, Oberstlandkämmerer von Mähren
- Franz Anton Graf Rogendorf (1707–1781), Feldmarschall-Lieutenant
- Cajetan Graf Rogendorf (1745–1809), Kämmerer und Geistlicher in Ungarn
- Karoline Dorothea Gräfin Rogendorf, geb. Gräfin Pálffy von Erdöd (1689–1759), Gemahlin des Karl Ludwig von Rogendorf, Kunstmäzenin und sozial denkende Wohltäterin

## Wappen

### Stammwappen
Blasonierung: Das Stammwappen nach Johann Siebmacher zeigt in Silber auf grünem Dreiberg einen rechts gekehrten roten, gekrönten Löwen; das Kleinod ist ein wachsender Löwe; die Helmdecken sind rot-silber.

### Freiherrenwappen
Blasonierung: Das Freiherrliche Wappen nach Siebmacher zeigt sich geviertet; Felder 1 und 4 Stammwappen, 2 und 3 über goldener dreizinniger Mauer in Blau ein goldener Stern; zwei gekrönte Helme, einen mit zwei von Blau und Gold geteilten Hörnern, an den Außenseiten je von fünf Pfauenfedern besteckt, den zweiten mit einem wachsenden Löwen; die Helmdecken sind blau-gold, rot-silber.
Blasonierung einer Wappenvariante: Ein anderes Wappen nach Siebmacher zeigt in den Feldern 1 und 4 die Mauern mit Sternen, in 2 und 3 in Silber den Löwen schrägrechts einen Anhang hinaufsteigend; das Kleinod und die Helmdecken werden wie zuvor dargestellt.

### Grafenwappen
Blasonierung: Das gräfliche Wappen zeigt sich geviertet mit blauem Herzschild, in welchen ein roter mit silbernem Balken belegter Adler dargestellt wird, Felder 1 und 4 die Mauer mit dem Sterne zeigen und Felder 2 und 3 das Stammwappen; das Wappen zeigt zudem drei gekrönte Helme, 1 und 3 wie vordem, die Hörner aber verwechselt geteilt, 2 mit Adler des Herzschild; die Helmdecken sind blau-gold, rot-silber.